# Форлімпополі
Форлімпополі (італ. Forlimpopoli) — муніципалітет в Італії, у регіоні Емілія-Романья, провінція Форлі-Чезена.
Форлімпополі розташоване на відстані близько 260 км на північ від Риму, 75 км на південний схід від Болоньї, 9 км на південний схід від Форлі.
Населення — 13 212 осіб (2014).

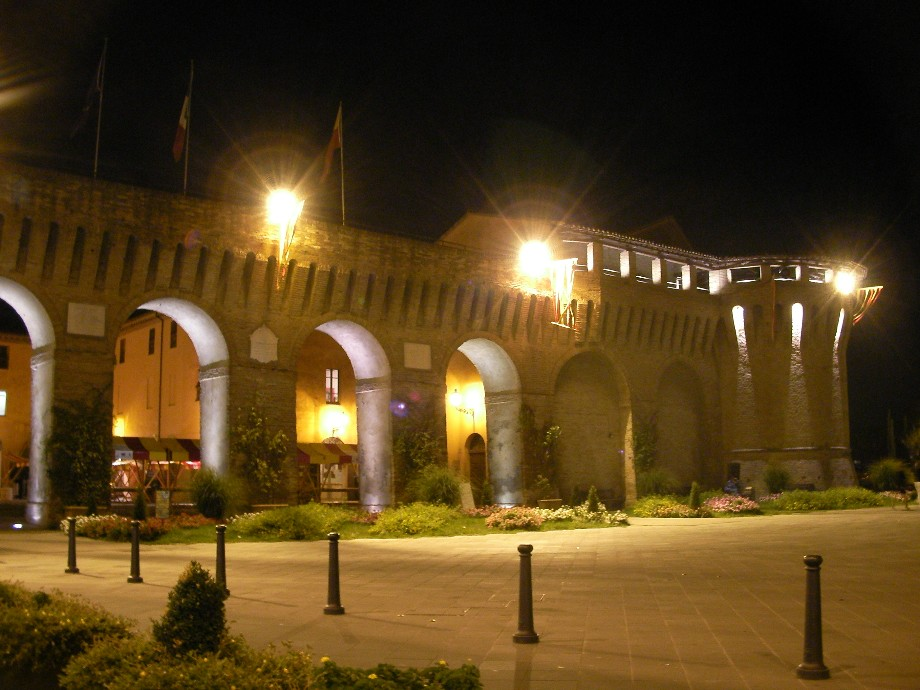

Щорічний фестиваль відбувається 16 травня. Покровитель — San Rufillo.

## Демографія
Населення за роками:

Станом на 1 січня 2023 року в муніципалітеті офіційно проживало 1209 іноземців з 55 країн, серед них 382 громадяни країн Євросоюзу та 68 громадян України.

## Уродженці
- Лучано Дзеккіні (*1949) — італійський футболіст, захисник, згодом — футбольний тренер.

## Сусідні муніципалітети
- Бертіноро
- Форлі